# エルンスト・リンデマン

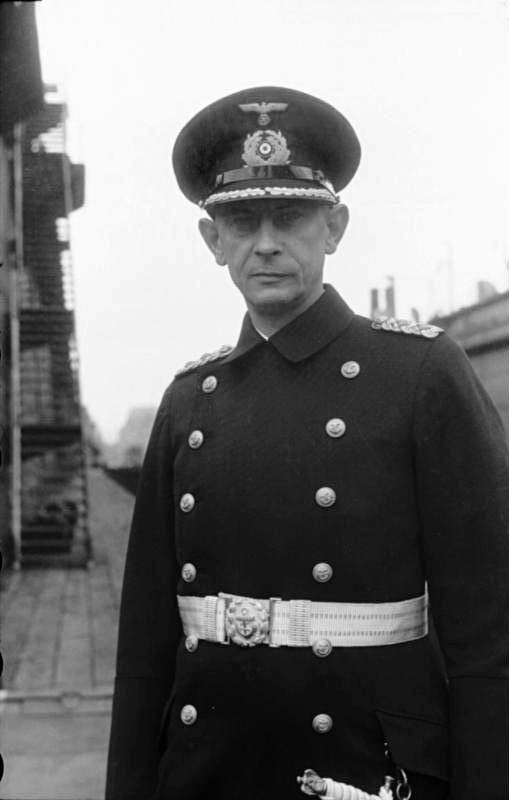
就役直後のビスマルクに立つリンデマン艦長（1940年8月24日）

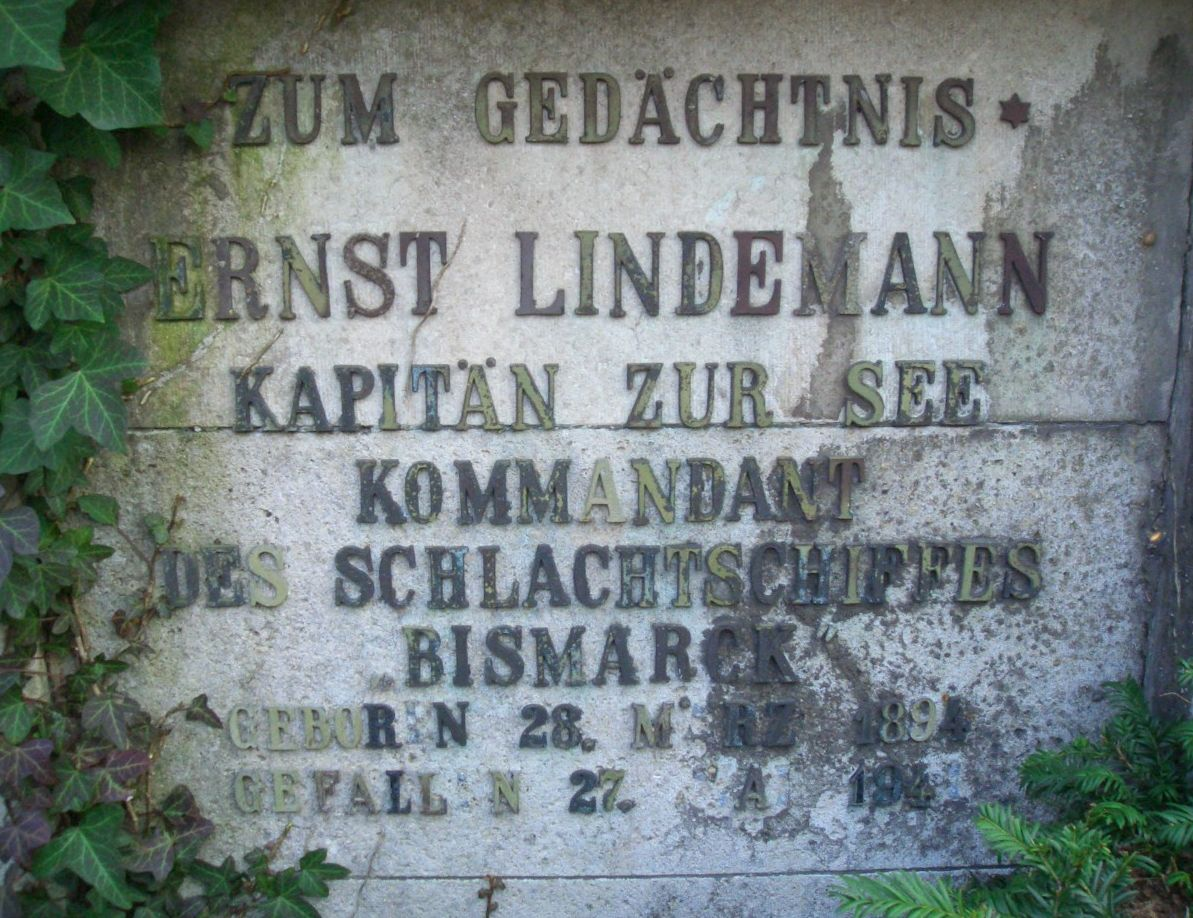
ベルリンに残るリンデマンの墓碑

エルンスト・リンデマン（Ernst Lindemann、1894年3月28日 - 1941年5月27日）は、ドイツの海軍軍人。最終階級は海軍大佐。戦艦ビスマルク艦長。ライン演習作戦において、戦艦ビスマルク艦上で戦死。

## 生涯

### 初期の軍歴
アルテンキルヒェンに生まれる。1913年にドイツ帝国海軍に入団、砲術士官となり、戦艦「エルザス」や「シュレスヴィヒ・ホルシュタイン」に配属された。中背、細身の体躯だったが意志は強く、同期の間では常にトップの成績を保っていた。
1931年から1934年まで、艦砲教官を務める。1935年、ドイツ海軍第I教育部教官に転じる。1936年から1939年まで海軍総司令部教育部で参事官、ついで部長を務めた。その間1938年に大佐に昇進。

### 第二次世界大戦
第二次世界大戦中の1940年、戦艦ビスマルク艦長に任命された。人望厚く、乗組員には影で「オヤジ」と呼ばれ慕われていたという。翌年5月、ビスマルク最初の出撃となった「ライン演習作戦」で、イギリス海軍の巡洋戦艦フッドを撃沈したが、その7日後、イギリス艦隊の艦砲射撃により、ビスマルクと運命をともにした。このときビスマルクはほぼ一方的な猛砲撃を受けたが、リンデマンは沈没の寸前まで生きていた。沈没寸前に、リンデマンが、艦長付きの伝令兵に泳いで生き延びろと命じたが、伝令兵がその命令を拒否したこと、及び、転覆した艦腹で敬礼しつつ海中に没して戦死したことが、生存者の証言により伝えられている。イギリス海軍の巡洋戦艦「フッド」を撃沈した功績により、死後に騎士鉄十字章を授与された。
リンデマン家の墓はベルリン・ダーレム区のダーレム墓地にあり、リンデマンの墓碑がある。